# Формула-1 — Гран-прі Угорщини
Гран-прі Угорщини (угор. Magyar Nagydíj) — один з етапів чемпіонату Світу з автоперегонів в класі Формула-1. Проводиться на автодромі Хунгароринг, побудованому поблизу міста Будапешт, Угорщина.

## Історія
Перший Гран-прі Угорщини відбувся 21 червня 1936 року. Змагання відбулися на трасі довжиною 3,1 милі в Неплігет–парку в центрі Будапешту. У перегонах брали участь команди Mercedes, Auto Union, Maserati та Alfa Romeo.
Історія Гран-прі Угорщини відновилася у 1986 році, коли був проведений Гран-прі Угорщини 1986 року. Для цього недалеко від Будапешту був у короткі терміни побудований автодром Хунгароринг. Гран-прі Угорщини змінило в календарі Гран-прі Європи і стало першим Гран-прі за залізною завісою. З цього моменту Гран-прі Угорщини постійно присутнє у календарі чемпіонату світу Формули-1, незважаючи на часту критику етапу — вузька і повільна траса не дозволяє практично здійснювати обгонів.
В результаті, запорука успіху в Гран-прі Угорщини — це успішна кваліфікація та стратегія піт-стопів. Проте, на Гран-прі Угорщини 1989 року Найджел Менселл на Ferrari зміг перемогти, стартувавши з 12 місця. Цей рекорд був перевершений на Гран-прі Угорщини 2006 року — в дощовій гонці свою першу перемогу в Гран-прі Формули-1 отримав Дженсон Баттон, стартувавши з 14 місця.
1 травня 2020 року було оголошено, що гонка в сезоні 2020 відбудеться без глядачів із-за пандемії коронавірусу.

## Спонсори
- Pop 84 Magyar Nagydíj 1988-1990
- Marlboro Magyar Nagydíj 1991-2005
- ING Magyar Nagydíj 2008-2009
- Eni Magyar Nagydíj 2010-2012
- Pirelli Magyar Nagydíj 2014-2017
- Rolex Magyar Nagydíj 2018[2]

## Преможці Гран-прі Угорщини

### Багаторазові переможці

#### Пілоти
Жирним шрифтом виділені пілоти, які беруть участь в поточному сезоні чемпіонату Формули-1.
| Перемоги | Пілот             | Гран-прі                                       |
| -------- | ----------------- | ---------------------------------------------- |
| 8        | Льюїс Гамільтон   | 2007, 2009, 2012, 2013, 2016, 2018, 2019, 2020 |
| 4        | Міхаель Шумахер   | 1994, 1998, 2001, 2004                         |
| 3        | Айртон Сенна      | 1988, 1991, 1992                               |
| 2        | Нельсон Піке      | 1986, 1987                                     |
| 2        | Деймон Гілл       | 1993, 1995                                     |
| 2        | Жак Вільньов      | 1996, 1997                                     |
| 2        | Міка Хаккінен     | 1999, 2000                                     |
| 2        | Дженсон Баттон    | 2006, 2011                                     |
| 2        | Себастьян Феттель | 2015, 2017                                     |
| 2        | Макс Ферстаппен   | 2022, 2023                                     |

#### Конструктори
Жирним шрифтом виділені команди, які беруть участь в поточному сезоні чемпіонату Формули-1.
| Кількість перемог | Конструктор | Рік                                                                    |
| ----------------- | ----------- | ---------------------------------------------------------------------- |
| 12                | McLaren     | 1988, 1991, 1992, 1999, 2000, 2005, 2007, 2008, 2009, 2011, 2012, 2024 |
| 7                 | Williams    | 1986, 1987, 1990, 1993, 1995, 1996, 1997                               |
| 7                 | Ferrari     | 1989, 1998, 2001, 2002, 2004, 2015, 2017                               |
| 5                 | Mercedes    | 2013, 2016, 2018, 2019, 2020                                           |
| 4                 | Red Bull    | 2010, 2014, 2022, 2023                                                 |

### За роками
Рожевим фоном вказані перегони, яка не увійшли до заліку Чемпіонату Світу.
| Рік         | Пілот             | Конструктор                | Траса         | Звіт          |
| ----------- | ----------------- | -------------------------- | ------------- | ------------- |
| 2024        | Оскар Піастрі     | McLaren-Mercedes           | Хунгароринг   | Результати    |
| 2023        | Макс Ферстаппен   | Red Bull Racing-Honda RBPT | Хунгароринг   | Результати    |
| 2022        | Макс Ферстаппен   | Red Bull Racing-RBPT       | Хунгароринг   | Результати    |
| 2021        | Естебан Окон      | Alpine                     | Хунгароринг   | Результати    |
| 2020        | Льюїс Гамільтон   | Mercedes                   | Хунгароринг   | Результати    |
| 2019        | Льюїс Гамільтон   | Mercedes                   | Хунгароринг   | Результати    |
| 2018        | Льюїс Гамільтон   | Mercedes                   | Хунгароринг   | Результати    |
| 2017        | Себастьян Феттель | Ferrari                    | Хунгароринг   | Результати    |
| 2016        | Льюїс Гамільтон   | Mercedes                   | Хунгароринг   | Результати    |
| 2015        | Себастьян Феттель | Ferrari                    | Хунгароринг   | Результати    |
| 2014        | Даніель Ріккардо  | Red Bull-Renault           | Хунгароринг   | Результати    |
| 2013        | Льюїс Гамільтон   | Mercedes                   | Хунгароринг   | Результати    |
| 2012        | Льюїс Гамільтон   | McLaren-Mercedes           | Хунгароринг   | Результати    |
| 2011        | Дженсон Баттон    | McLaren-Mercedes           | Хунгароринг   | Результати    |
| 2010        | Марк Веббер       | Red Bull-Renault           | Хунгароринг   | Результати    |
| 2009        | Льюїс Гамільтон   | McLaren-Mercedes           | Хунгароринг   | Результати    |
| 2008        | Хейкі Ковалайнен  | McLaren-Mercedes           | Хунгароринг   | Результати    |
| 2007        | Льюїс Гамільтон   | McLaren-Mercedes           | Хунгароринг   | Результати    |
| 2006        | Дженсон Баттон    | Honda                      | Хунгароринг   | Результати    |
| 2005        | Кімі Ряйкконен    | McLaren-Mercedes           | Хунгароринг   | Результати    |
| 2004        | Міхаель Шумахер   | Ferrari                    | Хунгароринг   | Результати    |
| 2003        | Фернандо Алонсо   | Renault                    | Хунгароринг   | Результати    |
| 2002        | Рубенс Барікелло  | Ferrari                    | Хунгароринг   | Результати    |
| 2001        | Міхаель Шумахер   | Ferrari                    | Хунгароринг   | Результати    |
| 2000        | Міка Хаккінен     | McLaren-Mercedes           | Хунгароринг   | Результати    |
| 1999        | Міка Хаккінен     | McLaren-Mercedes           | Хунгароринг   | Результати    |
| 1998        | Міхаель Шумахер   | Ferrari                    | Хунгароринг   | Результати    |
| 1997        | Жак Вільньов      | Williams-Renault           | Хунгароринг   | Результати    |
| 1996        | Жак Вільньов      | Williams-Renault           | Хунгароринг   | Результати    |
| 1995        | Деймон Гілл       | Williams-Renault           | Хунгароринг   | Результати    |
| 1994        | Міхаель Шумахер   | Benetton-Ford              | Хунгароринг   | Результати    |
| 1993        | Деймон Гілл       | Williams-Renault           | Хунгароринг   | Результати    |
| 1992        | Айртон Сенна      | McLaren-Honda              | Хунгароринг   | Результати    |
| 1991        | Айртон Сенна      | McLaren-Honda              | Хунгароринг   | Результати    |
| 1990        | Тьєррі Бутсен     | Williams-Renault           | Хунгароринг   | Результати    |
| 1989        | Найджел Менселл   | Ferrari                    | Хунгароринг   | Результати    |
| 1988        | Айртон Сенна      | McLaren-Honda              | Хунгароринг   | Результати    |
| 1987        | Нельсон Піке      | Williams-Honda             | Хунгароринг   | Результати    |
| 1986        | Нельсон Піке      | Williams-Honda             | Хунгароринг   | Результати    |
| 1985 – 1937 | Не проводився     | Не проводився              | Не проводився | Не проводився |
| 1936        | Таціо Нуволарі    | Alfa Romeo                 | Будапешт      |               |